# Johan Lodewijk van Nassau-Saarbrücken (1524-1542)
Johan Lodewijk van Nassau-Saarbrücken (Saarbrücken, 29 maart 1524 - Saarbrücken, 6 december 1542) was een geestelijke uit het Huis Nassau-Saarbrücken.

## Biografie
Johan Lodewijk was de derde zoon van graaf Johan Lodewijk van Nassau-Saarbrücken en Catharina van Meurs-Saarwerden, dochter van graaf Johan III van Meurs-Saarwerden en Anna van den Bergh.
Johan Lodewijk volgde een kerkelijke carrière en was domheer te Keulen sinds 1534, domheer te Trier sinds 1536, en domheer te Straatsburg sinds 1539. Hij studeerde theologie in Freiburg im Breisgau. Hij overleed door een val van zijn paard en werd begraven in de Stiftskirche Sankt Arnual.